# Rapotho

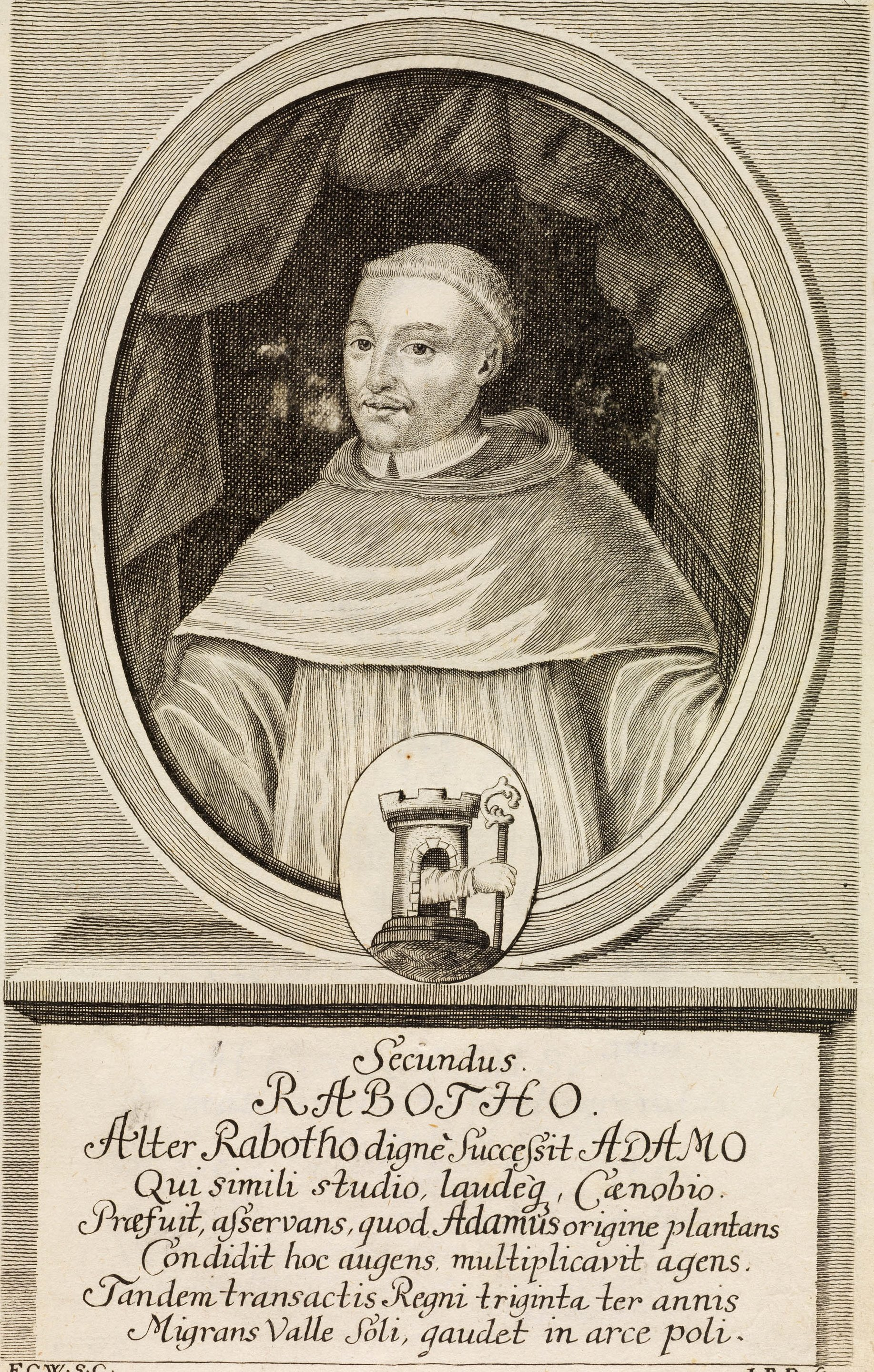
Fantasiedarstellung von Abt Rapotho als Abt von Kloster Langheim, um 1720

Rapotho (auch Rapoto, Rapato; fälschlicherweise auch Rapoto von Abenberg; † nach 1170) war von 1132 bis 1157 erster Abt des Zisterzienserklosters Heilsbronn, ehe er als zweiter Abt dem Kloster Langheim vorstand. Von etwa 1166 bis zu seiner Resignation um 1170 ist er dann als Abt von Kloster Ebrach nachgewiesen.

## Leben
Über die Kindheit und Jugend des späteren Abtes Rapotho ist nichts bekannt. Die ältere Literatur geht davon aus, dass er aus dem Geschlecht der Grafen von Abenberg stammte, die im Auftrag von Otto I. von Bamberg Kloster Heilsbronn gründeten. Eine verwandtschaftliche Beziehung zu dieser Familie, insbesondere zum fast gleichnamigen Rapoto von Abenberg, ist allerdings nicht nachzuweisen und wird auch durch das zugeschriebene Wappen des Klosters Langheim nicht unterstützt.
Rapoto wirkte zunächst über zehn Jahre als Gründungsabt in Heilsbronn, ehe er zweiter Abt in Langheim wurde. Um das Jahr 1164 kam er in die Zisterze Ebrach, wo er die Nachfolge des seligen Gründungsabtes Adam antrat. Hier setzte er das Werk des Adam fort und forcierte den Erwerb mehrerer Güter für die Abtei: Bischof Heinrich II. von Würzburg stiftete mehrere Besitzungen an Ebrach, 1170 tat es ihm Herold von Würzburg gleich. Rapotho resignierte in Ebrach und starb nach 1170.

## Wappen
Ein Kupferstich, der um das Jahr 1720 entstand, schreibt dem Abt von Langheim ein persönliches Wappen zu. Beschreibung: Auf einem Boden ein Zinnenturm, aus dessen offenem Tor ein Arm mit einem Abtsstab herausgreift. Die Tingierung des Wappens ist nicht bekannt. Da es sich lediglich um eine Zuschreibung handelt, ist die Authentizität des Wappens umstritten.